# PRINCE2

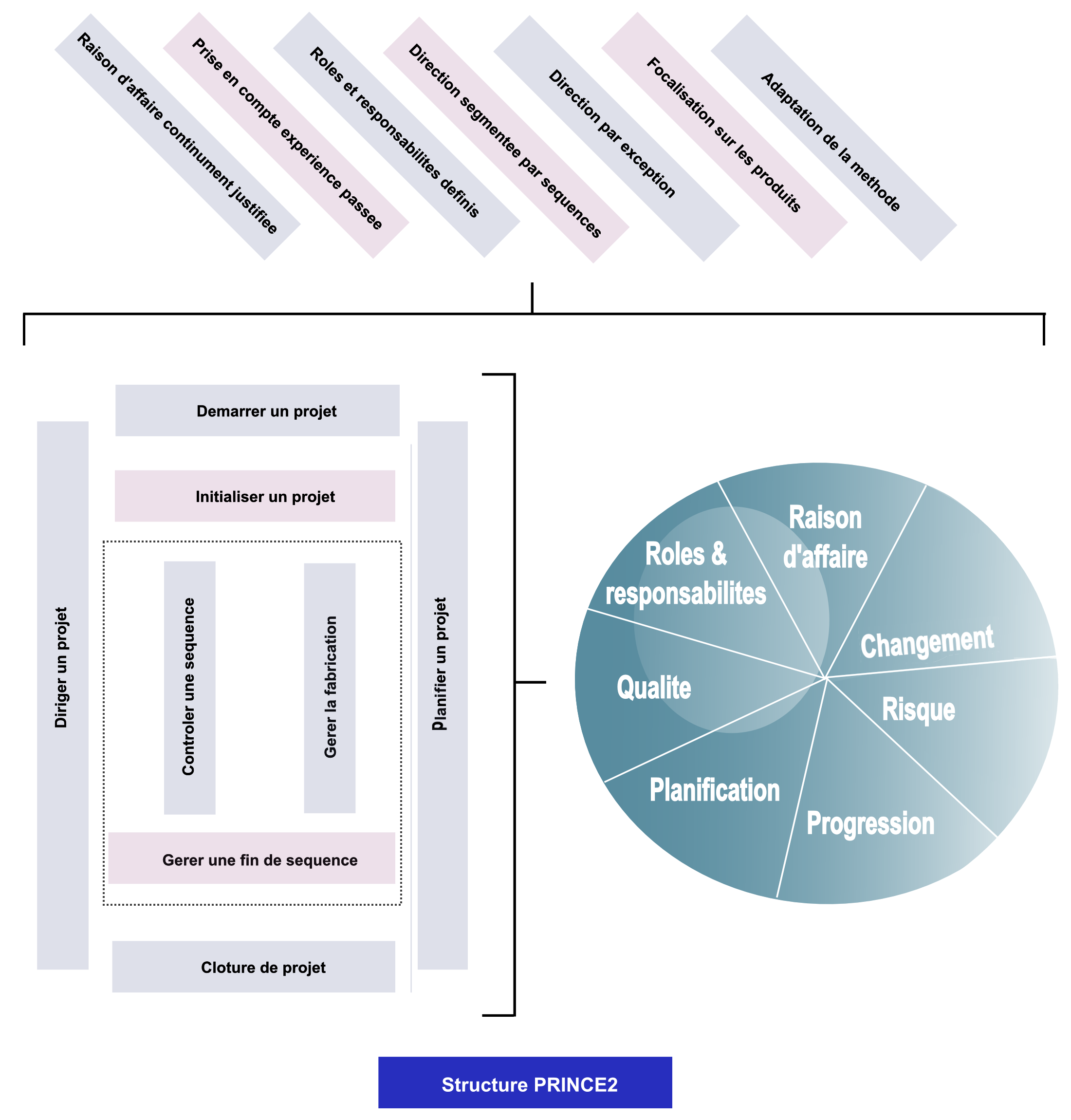
Structure de la méthode PRINCE2.

PRINCE2 (PRojects IN Controlled Environments) est une méthode de gestion et de certification de projet structurée qui se focalise sur trois points : l'organisation, la gestion et le contrôle du projet. Elle est décrite comme une méthode générique et structurée pour appréhender, gérer et mener jusqu'à accomplissement n'importe quel type de projet, quelle que soit sa taille. En 2010, l'adoption de PRINCE2 était considérée comme grandissante et soutenue par un bon accueil des professionnels de la gestion de projet.

## Historique
- 1975 : Simpact Systems Ltd crée une méthode de gestion de projet baptisée PROMPT (Project Reporting, Organization & Management Planning Technique). Elle est basée sur des expériences pratiques réussies. Au départ, la méthode repose sur l'évaluation continue du projet par rapport aux résultats escomptés par l'organisation.
- 1979 : PROMPT est adopté par le CCTA (Central Computer and Telecommunications Agency) comme norme à utiliser pour tous les projets dans le domaine des Technologies de l'Information du Royaume-Uni.
- 1980 : le CCTA est rebaptisé OGC (Office of Government Commerce).
- 1989 : PRINCE est lancé et remplace PROMPT dans les projets du gouvernement britannique.
- 1996 : la version de la méthode (PRINCE2) a été étendue et rendue plus flexible pour pouvoir gérer des projets de tous types et de toutes envergures.
- 2009 : l'OGC, publie le 16 juin 2009, PRINCE2:2009, fruit d'un travail de révision en profondeur pour rendre PRINCE2 moins ambiguë et plus compatible avec les autres démarches de l'OGC (ITIL, P3O, P3M3, MSP, M_o_R etc.). Le choix du nom, en place de PRINCE3,  a été choisi pour caractériser la démarche de continuité, et de fidélité aux fondamentaux de la méthode.
- 2013 : l'OGC crée avec la société Capita une coentreprise dénommée Axelos à laquelle il transfère l'essentiel de ses créations[2].

## Projet
Un projet est une organisation temporaire créée dans le but de livrer un ou plusieurs produits d'affaires définis dans un cas/raison d'affaire (Business Case) approuvé. PRINCE2 définit la gestion de projet comme consistant à planifier, déléguer, monitorer, contrôler et motiver des activités afin de remplir des objectifs définis à l'intérieur de cibles de performance. PRINCE2 reconnaît les spécificités de projet suivantes : un projet est monté pour permettre une évolution de son organisation commanditaire, il est donc unique et doit être accompli dans une période de temps définie. Il fait appel à des compétences puisées dans un vivier large qui peut même s'étendre au-delà de l'organisation hôte. Il sous-tend des risques liés à son caractère exceptionnel. Un projet doit être maîtrisé pour réussir.

## Programme
La méthode PRINCE2 fait souvent référence à un programme comme entité commandant un projet. Un programme est un portefeuille de projets répondant à une stratégie donnée de l'organisation hôte.
La gestion d'un programme d'entreprise est assurée par des personnes dirigeantes de plusieurs projets afin qu'elles aient une vue globale des projets existants.

## Méthode
La méthode tient compte des facteurs changeants de l’environnement du projet susceptibles d’influencer son succès.
PRINCE2 identifie six variables typiques impliquées dans la gestion de projet : contraintes de temps, contraintes de coût, cible qualité, cadre, risques et enfin bénéfices. 
Sur chacune de ces variables, lorsqu'un niveau  est fixé pour un projet, les variables deviennent ses contraintes ou cibles de performance.
Ce niveau est la tolérance avec laquelle il doit être atteint. 
Les contraintes ou cibles de performance sont fixées par le commanditaire du projet (programme, organisation hôte).
PRINCE2 identifie deux catégories de produit : les produits dits spécialisés qui correspondent à ce qui est attendu du projet et les produits de gestion, que la méthode élabore pour la conduite du projet et pour audit.
La méthode est constituée de trois familles d'éléments, nommées : principes, thèmes et processus.

### Principes
PRINCE2 s'enracine sur des fondamentaux de principes transcendants, inhérents à la gestion de projet dans sa généralité, dont il fait découler les articulations de son approche et qui sont au nombre de sept :
- Justification permanente de la raison d'affaire du projet
- Prise en compte de l'expérience accumulée, à la fois en s'inspirant des leçons du passé et en déployant un mécanisme permettant de capturer et archiver pour l'avenir  les observations faites durant le projet en cours
- Définition de rôles et de responsabilités pour assurer les aspects du déroulement du projet
- Découpage du projet en étapes intermédiaires de taille permettant un contrôle aisé
- Gestion par exception, qui implique de définir un champ d'autonomie (tolérance) pour chaque strate hiérarchique au-delà duquel seulement un mécanisme d'alerte est lancé dans la chaîne de gestion, ceci dans le but d'alléger le fardeau de cette dernière[9]
- Focalisation du projet, de son organisation et de sa préparation sur le produit final attendu de celui-ci
- Adaptabilité de la méthode de gestion à l'environnement du projet

Ces sept principes fondamentaux identifiés par PRINCE2 résonnent dans toutes les techniques de la méthode.

### Thèmes
Les thèmes décrivent les aspects de la gestion de projet qui doivent être abordés continuellement pour que le projet puisse être mené à bien. Ils sont au nombre de sept, comme les principes dont ils s'inspirent :

#### Cas d'affaire
| Raison d'affaire                                                 |
| ---------------------------------------------------------------- |
| Résumé (points-clefs, coûts, bénéfices, agenda)                  |
| Raisons (inclut l'alignement avec la stratégie du commanditaire) |
| Bénéfices (incluant les collatéraux)                             |
| Horizon temporel des bénéfices                                   |
| Coûts (incluant les coûts opérationnels)                         |
| Analyse de l'investissement                                      |
| Explication des risques majeurs                                  |

Le cas d'affaire est défini clairement dès le début du projet et reconsidéré tout au long de son déroulement : c'est une considération majeure de la gestion de projet selon la méthode PRINCE2, si elle vient à disparaître, le projet passe en phase de clôture. Ce thème incarne le premier principe de la justification permanente de la raison d'affaire du projet. Le document associé est très complet et comprend un résumé incluant les bénéfices et retour sur investissement attendus, la raison d'affaire proprement dite et son adéquation avec les stratégies du programme ou organisation hôte commissionnant le projet, les options alternatives, le détail des gains attendus ainsi que leurs effets de bord, le calendrier, les coûts, le retour sur investissement et enfin l'identification des risques. Le but essentiel de la raison d'affaire est de permettre au conseil (vid. inf.) de déterminer si le projet présente et conserve de l'intérêt, s'il est viable au sens où il peut être mené à terme et s'il peut produire les résultats attendus.

#### Organisation
L'organisation du projet va assigner les rôles des différents acteurs pour la direction, la gestion, le contrôle, etc. du projet. Là encore, il s'agit d'aspects découlant directement du principe de définition des rôles et responsabilités et la méthode insiste sur les champs de responsabilité de chacun des membres de la structure de gestion nommée pour le projet et sur ce qui est attendu d'eux. PRINCE2 promeut quatre strates de gestion. La première est hiérarchiquement au-dessus du projet : il s'agit du commanditaire. Comme introduit plus haut, dans les organisations d'une certaine taille, les projets sont groupés dans des portefeuilles détenus par des programmes : pour cette raison la terminologie PRINCE2 pour cette strate est gestion de programme. À la strate immédiatement inférieure on trouve la plus haute structure hiérarchique du projet : le conseil. L'exécutif du Conseil, identifié par le programme, est la personne responsable du projet et représente ses intérêts supérieurs qui sont ceux du client. Sur recommandation ou non de la gestion de programme, l'exécutif s'entoure des personnes nécessaires pour représenter les intérêts clients/utilisateurs de même que ceux des fournisseurs qui vont réaliser le projet concrètement. Le représentant utilisateur doit s'assurer de la bonne prise en compte des requêtes client et veille à ce que les bénéfices attendus soient maximisés alors que le représentant fournisseur veille à ce que la solution technique choisie soit fiable et réalisable dans les cibles de performances. Il s'agit de la strate de direction. Le conseil nomme le gestionnaire de projet à la troisième strate. Le gestionnaire peut être épaulé par un soutien de projet, qui est une ressource administrative. C'est la strate de gestion proprement dite. À un niveau encore inférieur, on trouve la strate de réalisation, là où les produits du projet prennent effectivement corps. Sa complexité peut nécessiter le concours d'équipes de travailleurs spécialisés qui seront menées par des gestionnaires d'équipes, dépendant directement du Gestionnaire de Projet.

#### Qualité
| Description produit                |
| ---------------------------------- |
| Clef de référence                  |
| Intitulé du produit                |
| Utilité                            |
| Composition                        |
| Origine                            |
| Description                        |
| Compétences de fabrication         |
| Critères qualité                   |
| Tolérance sur critères qualité     |
| Méthodes évaluation qualité        |
| Compétences évaluation qualité     |
| Responsabilités évaluation qualité |

Le principe de focalisation de la méthode PRINCE2 sur les produits et résultats du projet commande le thème de l'assurance qualité, aspect prisé de PRINCE2. PRINCE2 reconnaît quatre aspects de la gestion qualité : le système qualité qui documente les principes et mécanismes qualité existant dans l'organisation hébergeant le projet, l'assurance qualité qui veille sur le système qualité - si ces deux composantes n'existent pas, PRINCE2 recommande qu'elles reviennent au conseil de projet dans le cadre de l'assurance projet - la planification qualité, qui décrit, à l'intérieur du projet, comment les standards seront atteints ainsi que la description des produits avec leurs critères d'acceptation et les responsabilités associées, et enfin le contrôle qualité qui recense les méthodes d'évaluation retenues. L'ensemble de ces activités qualité sous la responsabilité du conseil, définit la stratégie de gestion qualité. La méthode prescrit l'enregistrement des critères client/utilisateur dès le processus de démarrage du projet dans le brief de projet alors que l'approche pour assumer la qualité requise est consignée dans le document d'initialisation du projet, produit durant le processus éponyme. On doit y trouver l'explication de l'application du système d'assurance qualité et des standards associés, quelles responsabilités les endossent et enfin les mécanismes pour assurer la bonne conduite du projet. La description des produits incluant les produits intermédiaires, consignée dans le document du même nom, contient une douzaine d'entrées : un identifiant, le nom du produit, son importance, ses sous-parties, son origine, sa description physique, les compétences à réunir pour le fabriquer, les critères qualité auxquels il doit répondre ainsi que leur tolérance, les méthodes d'analyse qualité, les compétences à regrouper pour les accomplir et enfin les responsables de la revue qualité. À la remise d'un produit spécialisé, à la fin d'une séquence ou du projet complet, une revue qualité est organisée. Cette activité permet de rassembler des spécialistes indépendants pour évaluer si les produits livrés répondent aux exigences et critères d'acceptation. Quatre rôles sont définis : un président de session chargé de mener la revue, un assistant administratif, le démonstrateur du produit et enfin l'analyste. La session de revue a pour objectif de répondre à des questions qui n'ont pas pu être réglées durant la phase de préparation qui a normalement permis aux protagonistes d'analyser le produit. Finalement, trois types de décision peuvent être rendus : le produit est soit satisfaisant, soit nécessite quelques corrections, soit doit subir des modifications majeures avant une autre revue qualité.

#### Planification

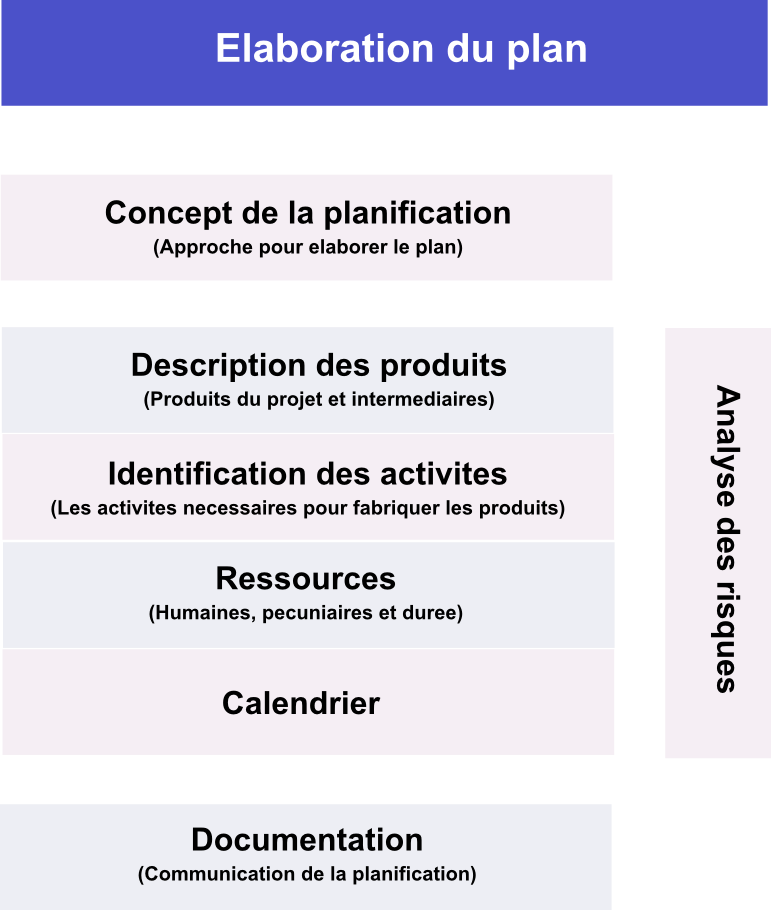
Diagramme expliquant la préparation de la planification selon PRINCE2.

Le principe du contrôle étroit de la réalisation du projet par morcellement en étapes séquentielles demande un effort de planification qui est un autre thème identifié par PRINCE2 qui a une vision très complète sur la question : un plan de projet ne se limite pas à un calendrier mais renseigne sur ce qui doit être produit, comment (en incluant les ressources nécessaires), sur les techniques pour atteindre les standards qualité prescrits, ainsi que l'analyse de risque. Trois niveaux de planification sont distingués : la planification du projet dans son ensemble, qui est essentiellement la référence pour le suivi assuré par le conseil de projet, la planification des étapes qui est l'outil du gestionnaire de projet pour en assumer le déroulement et enfin la planification pour les équipes de travail attachées aux tâches à réaliser, ce dernier niveau étant optionnel pour PRINCE2. Le principe de la focalisation sur le produit affecte significativement l'élaboration de la planification du projet et des séquences : c'est en effet à partir de la description détaillée des produits, incluant leurs critères qualité, que les activités nécessaires à leur réalisation peuvent être identifiées et par voie de conséquence les efforts requis, le calendrier et les risques (surtout associés à des produits externes desquels le projet dépend mais sur lesquels il a peu de contrôle). C'est ce que PRINCE2 appelle la planification basée sur les produits. Le produit ultime du projet est décomposé en sous-produits et produits intermédiaires qui doivent être assumés au cours du projet. Ce diagramme hiérarchique est couplé à une carte de flux de produits permettant d'organiser dans le temps l'élaboration des produits intermédiaires en tenant compte de leur inter-dépendance. Les activités et tâches sont identifiées et organisées à partir de ce diagramme de flux et peuvent être structurées en un organigramme des tâches du projet.

#### Risque
Les risques anticipés sont analysés durant le processus d'initialisation, sont consignés dans le registre des risques et sont reconsidérés tout au long du projet. La combinaison de la probabilité évaluée d'occurrence d'un risque et de son impact détermine son degré. PRINCE2 comprend une stratégie de gestion des risques qui commande l'élaboration de contre-mesures dès qu'un risque est identifié. La définition d'une stratégie de gestion du risque est un mécanisme systématique d'identification et d'évaluation d'un risque, et de planification et d'implantation d'une contre-mesure.  La responsabilité des risques est répartie au sein du conseil : l'exécutif doit s'assurer que l'ensemble des risques touchant le projet sont identifiés, suivis et traités et que cela soit clairement documenté dans la raison d'affaire. Le représentant utilisateur considère l'impact opérationnel des risques sur le produit du projet alors que le représentant fournisseur est responsable des risques pouvant peser sur l'intégrité du cycle de livraison du produit.

#### Changement
Le thème du changement, dans lequel apparaît aussi le principe de gestion par exception, identifie un événement quand il est anticipé que ses conséquences affecteront les objectifs ou produits du projet, sa planification ou son respect des contraintes de performance. Décidés ou subis, les événements sont distribués entre trois catégories par PRINCE2 : des requêtes formulées, un manquement ou un défaut d'un bien ou service attendu dans la planification du projet et une dernière catégorie de problèmes généraux. PRINCE2 reconnaît que les projets sont naturellement exposés à des événements et des besoins d'évolution qui doivent être identifiés, évalués et rester sous le contrôle de la strate de gestion adaptée : agréer un changement et commissionner le budget adéquat relèvent du Conseil, même si, dans certaines limites, le gestionnaire de projet a généralement quelque latitude. PRINCE2 stipule donc qu'une configuration de projet (une technique de contrôle des changements) doit être définie, donnant une ligne de référence pour la gestion du projet et l'élaboration de ses produits. La stratégie de configuration est décidée à l'étape d'Initiation et le système de configuration doit permettre de suivre l'évolution des produits afin de donner un instantané du projet à demande : c'est le statut des produits. Le système de configuration informe des procédures prescrites pour traiter les changements et la résolution des événements ainsi que sur les responsabilités respectives.

#### Progression
Avec le thème de suivi de la progression de projet, PRINCE2 stipule et met en place les mécanismes permettant à chaque strate de gestion de monitorer la progression de la strate immédiatement inférieure avec pour but d'évaluer les réalisations déjà effectuées en référence aux cibles préalablement fixées, de prévoir la satisfaction des objectifs et, plus drastiquement, de décider si le projet conserve sa raison d'être. L'évaluation de la progression s'effectue à l'aide de deux types de contrôle : l'un périodiquement (rapports réguliers du gestionnaire au conseil, par exemple), le second à des points d'articulation spécifiques (rapports de fin de séquences).

### Processus
PRINCE2 distingue sept types de processus de gestion qui servent à segmenter la direction du projet. Un processus est un ensemble structuré d'activités conçues pour réaliser un objectif spécifique. Il prend un ou plusieurs éléments ou clefs définis en entrée - information, requête - et les transforme en éléments ou clefs de sortie - décision, approbation, information. Les activités s'exécutant à l'intérieur des processus s'appuient sur les thèmes présentés plus haut. L'ensemble des processus est organisé en un flot et structure le rôle de chacun des acteurs impliqués.
Les processus sont détaillés ci-dessous : chaque processus est désigné par une abréviation, les initiales en début de ligne correspondent aux initiales en anglais et en fin de ligne leur traduction en français.

#### (SU) Élaborer un projet (EP)

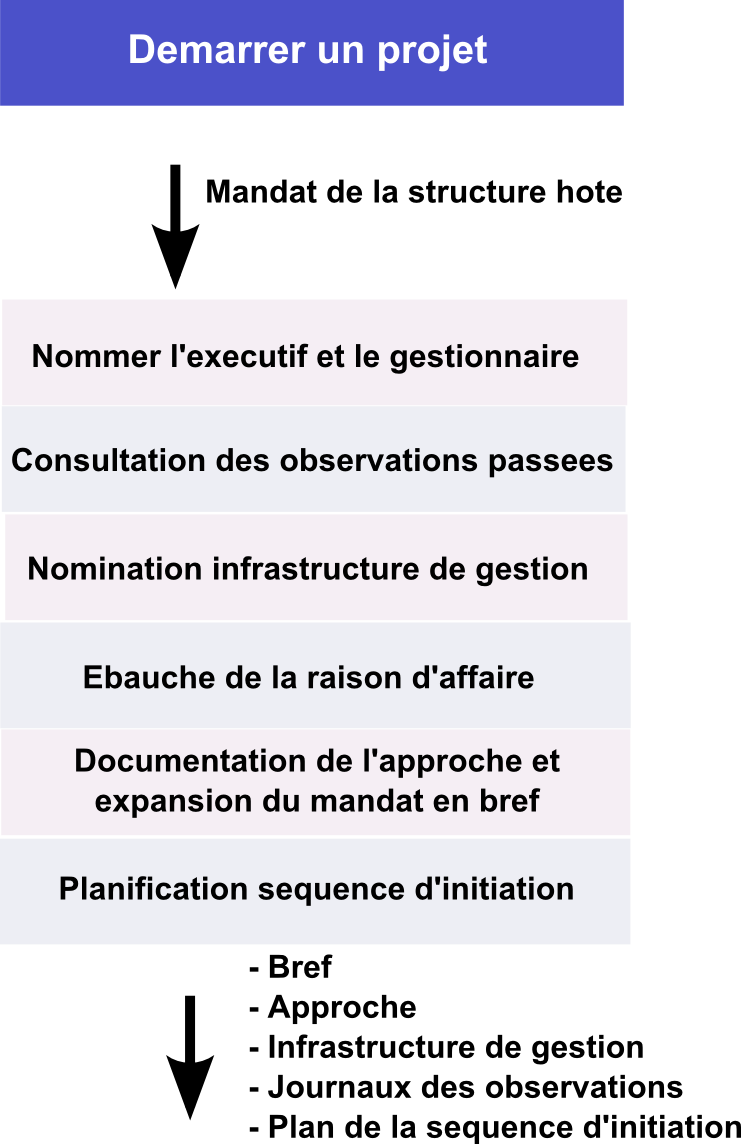
Processus démarrer un projet.

(SU) - Elaborer un projet (EP) est la première étape pour définir tous les prérequis lorsque le mandat pour un projet est émis par une organisation. Le mandat identifie l'exécutif du projet qui nomme par la suite le reste de la structure de gestion, à commencer par le gestionnaire de projet puis le conseil. Consultation des archives pour tirer parti de l'expérience accumulée, ébauche de la raison d'affaire, étoffement du mandat en un brief de projet et planification de l'étape d'initialisation sont les cinq autres des six activités de ce processus qui a donc comme entrée le mandat et comme sortie six produits : le journal qui va servir à consigner les observations futures, le journal du gestionnaire de projet, la structure de gestion, le brief (incluant la définition du projet et l'ébauche de la raison d'affaire), la documentation de l'approche et la planification de l'étape suivante qui est le processus d'initialisation. Le brief, l'approche et la planification de l'étape d'initialisation servent au conseil pour avorter ou au contraire sanctionner la marche vers l'initialisation. Les documents produits par ce processus servent d'entrée au processus d'initialisation qui suit, si approuvé par le conseil.

#### (DP) Diriger un projet (DP)
(DP) - Diriger un projet (DP) est un processus spécifique au conseil pour assurer la direction du projet sur toute sa durée de vie. Ses activités se divisent essentiellement en décisions et approbations d'un côté et en un mécanisme de communication informelle pour rester en prise avec le déroulement du projet de l'autre. Ce processus s'amorce dès que le conseil a pris naissance, au début du processus d'élaboration du projet et sa première décision et la sanction pour amorcer le processus d'initialisation du projet, qui est aussi une séquence, sur la base de la présentation du plan pour cette séquence, du brief et de l'approche.

#### (IP) Initialiser un projet (IP)

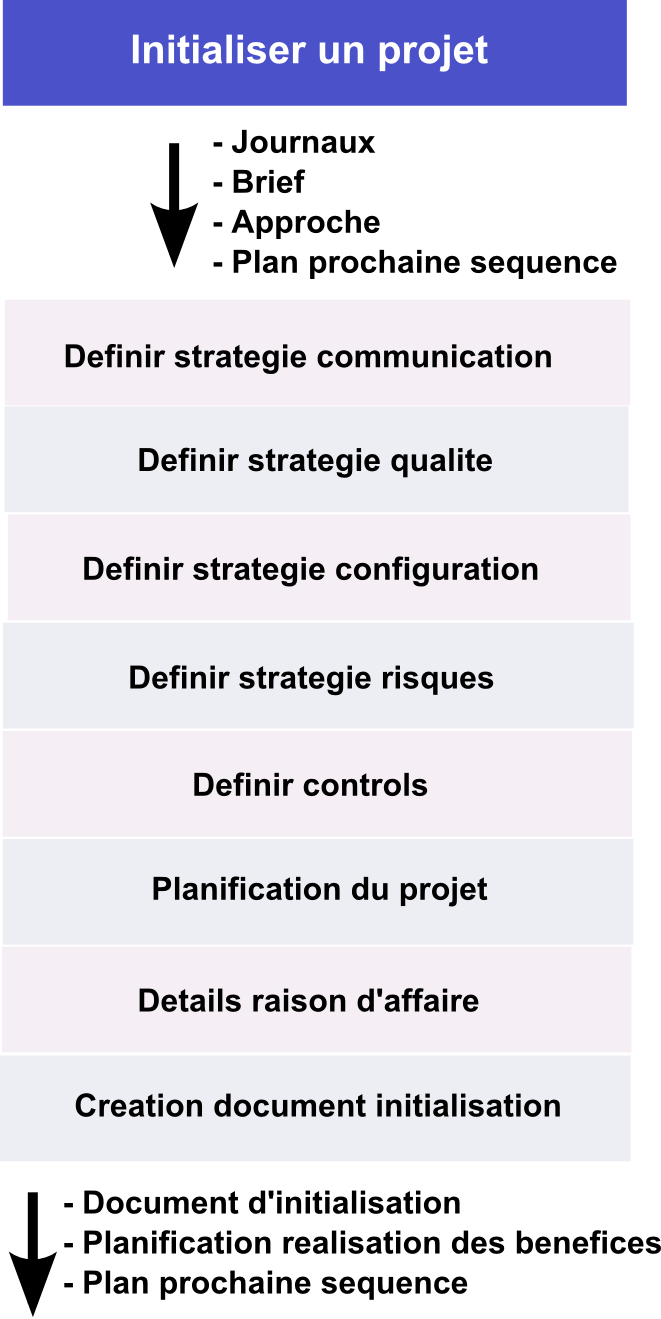
Processus initialisation de projet.

(IP) - Initialiser un projet (IP) est un processus clef, car c'est ici que la planification de l'ensemble du projet, la justification de sa raison d'affaire, l'évaluation des bénéfices attendus, l'approche qualité, etc. sont décidés. Au cours de ce processus, un important document est produit : le document d'initialisation du projet, qui est un composite des points précédents. Ce document sera en permanence consulté et réévalué à l'issue de chaque séquence et servira, in fine, au conseil pour l'évaluation des réalisations et la conduite du projet. Formellement, initialiser un projet comprend huit activités : l'élaboration des quatre stratégies de gestion (qualité, risque, configuration et communication) et leur harmonisation avec celles préexistantes dans l'environnement du projet (programme/organisation hôte), l'élaboration détaillée de la raison d'affaire et de la revue des bénéfices, la mise en place des processus de contrôle, le détail de la planification de l'ensemble du projet et la construction du document d'initialisation qui consolide tous les précédents. Le document d'initialisation est, avec le plan pour la séquence suivante, le produit de sortie de ce processus.

#### (CS) Contrôler une séquence (CS)
(CS) - Contrôler une séquence (CS) ou étape est, d'une certaine façon, au gestionnaire de projet ce que diriger un projet est au conseil. C'est au cours de ce processus que le gestionnaire de projet suit le déroulement du travail. Cela inclut notamment la préparation d'un lot de travaux, accepté par les équipes d'exécution, en suivre le bon déroulement au travers de canaux de communication comme les rapports d'avancement périodiques, puis évaluer la livraison en retour des produits. Le gestionnaire doit également mener un audit général et permanent du déroulement de la séquence, débusquer et suivre les évènements et risques et entreprendre les actions nécessaires pour éviter tout déraillement de la séquence et du projet. Il communique avec le conseil sur une base régulière pour le tenir au courant de l'évolution. Si besoin est, c'est-à-dire s'il devient évident que la séquence ne pourra être assurée à l'intérieur des tolérances sur les cibles de performance, le gestionnaire en informe le conseil par l'intermédiaire d'un rapport d'exception. Ce dernier décide de la suite du projet, incluant la redéfinition de la planification en un plan d'exception pour la séquence suivante et pour le reste du projet d'une façon générale après reconsidération de la raison d'affaire. 

#### (MP) Gérer la livraison du produit (LP)
(MP) - Gérer la livraison du produit (LP) est le cœur de l'exécution du projet. Les exécutants, ou leur chef d'équipe si la taille le justifie, discutent et agréent les lots de travaux en provenance du gestionnaire de projet, l'informent de la progression et lui retournent les produits finis, qu'il agrée à son tour. Un lot de travaux est défini par la description des produits à réaliser (aussi appelés « livrables ») et les contraintes de performance, essentiellement les coût, durée et qualité. Les tests et contrôles qualité sont effectués avant la remise des produits au gestionnaire.

#### (SB) Gérer une limite de séquence (LS)
(SB) - Gérer une limite de séquence (LS) peut être vu comme un sous-processus de diriger un projet. Gérer une limite de séquence permet en effet au Conseil d'évaluer si une séquence/étape s'est bien déroulée en produisant les réalisations attendues selon les contraintes de performances ciblées. Cela se fait en consultant le rapport de fin de séquence transmis par le gestionnaire de projet accompagné d'une revue, conduite par ce dernier, de la raison d'affaire et du plan de réalisation des bénéfices. Au cours de ce processus, la séquence suivante est planifiée et avalisée par le conseil s'il évalue que le projet maintient sa raison d'affaire. 

#### (CP) Clore le projet (CP)
(CP) - Clore le projet (CP). Ce processus s'enclenche à la fin de la dernière étape du plan. La clôture de projet évalue les produits au regard des cibles consignées dans le document d'initiation du projet et archive les expériences et observations vécues pour consultation future. C'est le gestionnaire de projet qui, à l'issue de ce processus, propose au conseil la clôture du projet en lui remettant le rapport de fin de projet, qui à son tour l'entérine sur la base de son évaluation. La planification pour la réalisation des bénéfices est également revue par le gestionnaire de projet avant d'être remise au conseil. Les produits sont remis aux clients/utilisateurs et les ressources sont libérées. Bien que cela soit étranger à la stricte gestion de projet, PRINCE2 recommande de documenter l'acceptation des produits par les clients à cette étape. PRINCE2 rend obligatoire le processus de clôture même en cas d'abandon anticipé. Le gestionnaire de projet doit alors faire l'inventaire de ce que le projet a déjà produit et indiquer clairement à quel point dans le déroulement la clôture a lieu. PRINCE2 distingue 4 activités : la préparation (planifiée ou avortée suivant le cas) de la clôture, la remise des produits finis, l'évaluation du projet et enfin la notification de la recommandation de clôture au conseil. Cette série d'activités se base sur les documentations du statut de produits, de l'initiation du projet, des trois registres qualité, événements et risques, et enfin du journal des observations. Elles produisent le rapport de fin de projet ainsi que le rapport des observations pour référence future.
On peut grouper ces processus en quatre grands ensembles :
1. Démarrage (SU)
2. Initialisation (IP)
3. Exécution (CS, MP, SB)
4. Clôture (CP)

#### Flux de processus

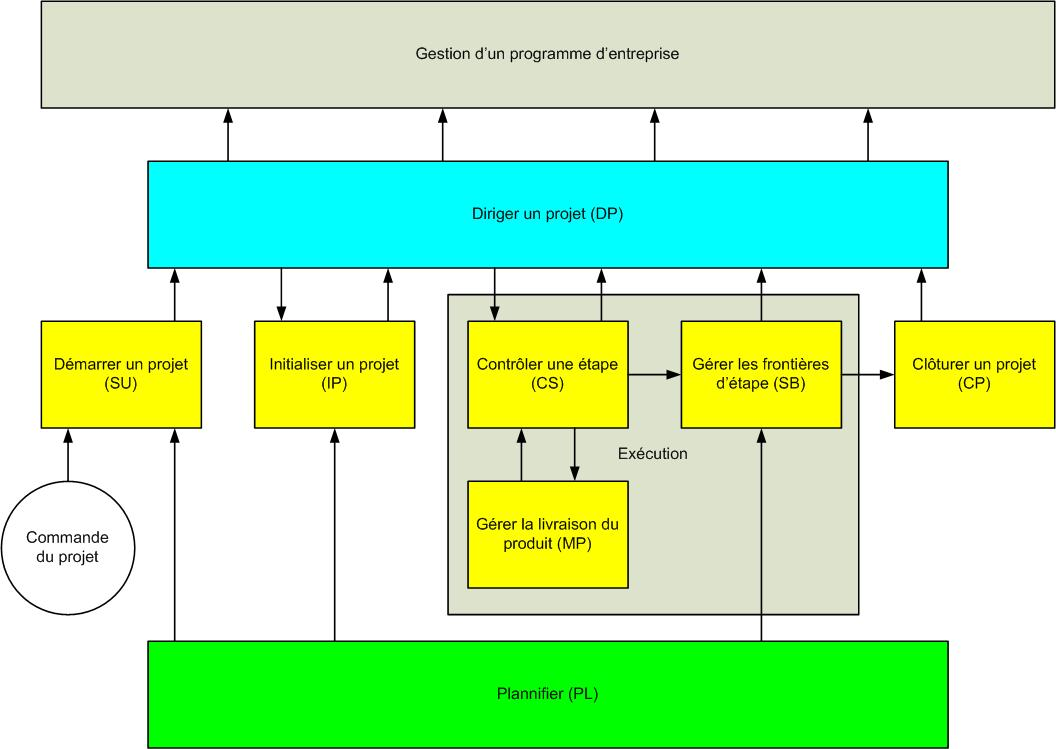
Modèle de flux de processus selon PRINCE2.

Les processus promus par PRINCE2 pour organiser la gestion de projet s'organisent et se connectent en un flux qui pave le chemin pour l'ensemble des acteurs impliqués et qui peut être imagé par le scénario suivant :
Avant le projet, quelqu'un a une idée d'affaire et donne un mandat à une personne de la direction pour l'analyser dans un éventuel projet et qui en deviendra l'exécutif : c'est la commande du projet. Cette personne va élaborer ou démarrer le préprojet dans le processus EP. Elle va nommer un chef de projet qui va effectuer la première préanalyse pour déterminer si l'idée vaut la peine de mettre en place un projet. L'infrastructure de gestion est nommée durant ce processus et le conseil de projet est formé, qui assumera son rôle désormais dans le cadre du processus diriger un projet (DP). Il est recommandé que les membres du conseil, à savoir l'exécutif, représentants utilisateur et fournisseur, soient identifiés dans des strates supérieurs de gestion afin d'être en mesure de mobiliser facilement les ressources nécessaires. Le gestionnaire de projet va réaliser certaines activités et fournir des éléments de réponse au conseil, sous la forme d'un brief qui contient notamment une ébauche de la raison d'affaire, l'approche et la définition du projet ainsi que les critères d'acceptation du produit final de même qu'une requête pour démarrer l'initialisation du projet. Sur cette base, le conseil décidera souverainement de l'initialisation ou non du projet (IP) qui est le processus-séquence suivant. Dans l'hypothèse positive, le conseil devra valider le plan pour la séquence/processus d'initialisation présentée par le gestionnaire de projet. C'est aussi durant cette première évaluation que les journaux sont ouverts. Durant la séquence d'initialisation, la raison d'affaire est détaillée, les stratégies de communication, qualité, gestion de risque et configuration sont posées de même que le plan du projet, divisé en séquences dont les limites offrent un contrôle au conseil sur son déroulement. Le gestionnaire prépare également le plan pour la prochaine séquence et envoie une requête au conseil pour demander le démarrage du projet. Par la suite, les séquences se suivent, sont gérées par le gestionnaire de projet qui commande la réalisation des produits auprès des équipes techniques au travers de processus de livraison de produits (LP) et qui surveille l'éclosion et évolution de risques et problèmes. Il reporte régulièrement au conseil et déclenche la limite de séquence (LS) le moment venu. Il rédige alors un rapport dans lequel le statut des risques est détaillé qu'il adresse au conseil de même qu'une mise à jour de la raison d'affaire et d'une revue de la planification de réalisation des bénéfices à venir. Si le conseil est satisfait, il entérine le plan pour la prochaine séquence que le gestionnaire a également préparé. La dernière séquence correspond au processus de clôture  qui voit la remise du rapport de fin de projet au conseil et la livraison des produits. Le rapport de fin de projet consolide également les observations qui pourront servir à transmettre l'expérience de gestion acquise à de futures initiatives. Dans le cas où, au cours d'une séquence, le gestionnaire de projet anticipe un dérapage (dérive des coûts, du calendrier, impossibilité de réaliser un produit selon les standards entendus), il produit un rapport d'exception pour le conseil qui contient une description de la situation, son impact et les options recommandées.  Le conseil peut souhaiter alors la clôture prématurée, ce qui enclenche le processus correspondant durant lequel le gestionnaire a la charge de bonifier les réalisations déjà existantes. Sinon, il commande auprès du gestionnaire un plan de remplacement pour terminer la séquence mise en exception. Si le plan du projet est également retouché, le conseil doit chercher l'approbation de la structure hôte.

## Détail des processus

### (SU) - Élaborer un projet - (EP)
Processus dans lequel le projet est défini. On examine s'il est utile. En pratique, c'est une phase courte et rigoureuse où le responsable du projet collabore intensivement avec le commanditaire. Le projet est commandé officiellement et le responsable détermine alors la composition et l'organisation du projet. 
Ce processus consiste en six étapes :
- (SU1) – Nommer l'exécutif et le chef de projet (EP1)
- (SU2) – Composer l'équipe de gestion du projet (EP2)
- (SU3) – Nommer l'équipe de gestion du projet (EP3)
- (SU4) – Préparer l'exposé du projet (EP4)
- (SU5) – Définir l'approche du projet (EP5)
- (SU6) – Planifier la séquence d’initialisation (EP6)

### (IP) - Initialiser le projet - (IP)
Processus obligatoire dans tout projet PRINCE2. Une réflexion qui permet d'établir de solides bases au projet avant d'agir. On y détermine les résultats escomptés, le planning, les tâches et les responsabilités de chacun. L'étape la plus importante de ce processus est le "document d'initialisation de projet" (PID/DIP).
Ce processus consiste en six étapes :
- (IP1) – Planifier la qualité (IP1)
  - Détails d'un "plan qualité"
  - Harmonisation avec les processus de qualité déjà en place dans l'organisation
  - Définir les techniques et les méthodes utilisées
  - Qui sont les principaux intéressés ?
- (IP2) – Planifier le projet (IP2)
- (IP3) – Affiner le Cas d'Affaire et les risques (IP3)
- (IP4) – Créer les contrôles du projet (IP4)
- (IP5) – Créer les dossiers du projet (IP5)
- (IP6) – Assembler le document d’initialisation du projet [DIP] (IP6)

### (DP) - Diriger un projet - (DP)
- (DP1) – Autoriser l'Initialisation (DP1)
- (DP2) – Autoriser un projet (DP2)
- (DP3) – Autoriser un plan de séquence ou un plan d’exception (DP3)
- (DP4) – Donner des directives appropriées (DP4)
- (DP5) – Confirmer la clôture du projet (DP5)

### (CS) - Contrôler une séquence - (CS)
- (CS1) – Autoriser un lot de travaux (CS1)
- (CS2) – Évaluer la progression (CS2)
- (CS3) – Collecter les incidences de projet (CS3)
- (CS4) – Analyser les incidences de projet (CS4)
- (CS5) – Examiner l'état de la séquence (CS5)
- (CS6) – Rapporter les points clés (CS6)
- (CS7) – Mener des actions correctives (CS7)
- (CS8) – Référer des incidences de projet (CS8)
- (CS9) – Réceptionner un lot de travaux achevé (CS9)

### (MP) - Gérer la livraison des produits - (LP)
- (MP1) – Accepter un lot de travaux (LP1)
- (MP2) – Exécuter un lot de travaux (LP2)
- (MP3) – Livrer un lot de travaux (LP3)

### (SB) - Gérer les limites de séquences - (LS)
- (SB1) – Planifier une séquence (LS1)
- (SB2) – Mettre à jour le plan de projet (LS2)
- (SB3) – Mettre à jour le Cas d'Affaire (LS3)
- (SB4) – Mettre à jour le recueil des risques (LS4)
- (SB5) – Rapporter une fin de séquence (LS5)
- (SB6) – Produire un plan d’exception (LS6)

## Détail des aspects techniques
Trois techniques sont préconisées mais on peut cependant leur adjoindre d'autres techniques en vigueur dans l'entreprise

### Technique Planification Basée sur le Produit
Implique la production de : 
- Description de Produit du produit final
- Structures de décomposition du produit (SDP)
- Description de produit
- Diagrammes de flux des produits (DFP)

### Technique de Maîtrise des Changements
Trois types : 
- Demande de changement (ou RFC).

Proposition demandée pour un changement du référentiel d'un produit.
- Hors spécifications.

Quelque chose qui devrait être fourni par le projet mais qui n'est actuellement pas fourni (ou prévu qu'il ne soit pas fourni). Cela peut être un produit manquant ou qui ne réunit pas les spécifications.
- Questions et problèmes

Toute question que le gestionnaire de projet doit résoudre ou escalader.
Ces 3 types d’événements concernent uniquement un événement qui est survenu, non planifié et qui exige une action du gestionnaire.

## Certification
Il existe deux types de certification PRINCE2, reconnues dans le monde entier. Ces certificats peuvent se passer l'un après l'autre très rapidement, suivant les centres de formations agréés.
Depuis 2023, les certifications PRINCE2 sont valables 3 ans, la version courante en 2025 de PRINCE2 est la version 7 et est disponible en 18 langues.
Ces certificats et se définissent ainsi:

### Examen PRINCE2 Fondamental
Cet examen vérifie qu’un collaborateur dispose des connaissances nécessaires pour participer à un projet géré selon la méthode PRINCE2. La réussite de cet examen et ainsi l'obtention du certificat passe par la maîtrise des principes et de la terminologie de la méthode, et plus précisément :
- la description des objectifs et des principales tâches des différents rôles, des sept composantes, des sept processus et de leurs sous-processus, ainsi que des techniques ;
- la citation des documents générés par les différents processus, et la connaissance des processus et documents correspondants ;
- la description de l’objectif principal et le contenu des documents ;
- l'explication des relations entre les processus, les produits à livrer, les rôles et la gestion d’un projet.

### Examen PRINCE2 Praticien
Cet examen est la garantie d'une maîtrise parfaite de la méthode PRINCE2 pour gérer un projet. Le candidat doit avoir réussi, auparavant, l’examen Fondamental et doit être capable d’appliquer et d’adapter les principes de la méthode PRINCE2 pour anticiper les attentes et éviter ou prévoir les problèmes d’un projet donné. Plus particulièrement, le candidat doit : 
- expliquer tous les processus, toutes les composantes et toutes les techniques de manière détaillée et donner des exemples de produits tels qu’ils pourraient être réalisés pour répondre aux besoins d’un projet donné ;
- démontrer qu’il comprend les relations entre les processus, les composantes, les techniques et les produits PRINCE2 et qu’il est en mesure de les mettre en œuvre ;
- prouver qu’il comprend le pourquoi des processus, des composantes et des techniques de PRINCE2 et les principes qui les sous-tendent ;
- démontrer qu’il est capable d’adapter PRINCE2 aux besoins du projet.

(PRINCE2 est une marque déposée de la société Axelos.)
Il est également possible de passer une certification PRINCE2 Agile, qui se décline également en Fondamental et Praticien. En 2025, elle n'est cependant pas encore disponible en français (voir pour les langues disponibles le site officiel d'Axelos).

## Relation avec d'autres normes et référentiels
Axelos a publié en 2015 un livre blanc comparant PRINCE2 avec la norme internationale ISO 21500 relative au management de projets adoptée en 2012, ainsi qu'avec le PMBOK que le PMI a aligné avec la nouvelle norme en 2013.  Selon cette analyse PRINCE2 se positionnerait comme une méthode de management de projet, avec des rôles et responsabilités, des processus et des documents de management de projet clairement définis,  alors que ISO 21500 et PMBOK seraient davantage des cadres de référence identifiant des processus (et dans le cas du PMBOK des techniques et outils), mais laissant toute latitude quant à la manière de les mettre en œuvre en pratique. 
D'autres comparaisons accréditent la complémentarité de PRINCE2 et de PMBOK, dont l'une du PMI confirme le caractère de méthode prêt à l'emploi de PRINCE2, tout en rappelant que la méthode traite de principes, processus et pratiques mais sans aborder en profondeur l'éventail plus large de techniques et outils de gestion de projets proposé par le PMBOK.   